# The Hat Squad
The Hat Squad è una serie televisiva statunitense in 13 episodi trasmessi per la prima volta nel corso di una sola stagione dal 1992 al 1993.
È una serie del genere poliziesco incentrata sulle vicende di tre fratelli adottivi agenti di una squadra speciale anticrimine.

## Trama
L'agente di polizia Mike Ragland e sua moglie Kitty hanno adottato tre ragazzi cresciuti tra la violenza. I tre ragazzi cresciuti diventano agenti in borghese di una unità di polizia d'elite chiamata Hat Squad. Si tratta di Buddy, il leader, che era solo un bambino quando suo padre morì, Rafael, che non utilizza armi da fuoco ma una grande varietà di metodi per soggiogare i criminali, e Matty, il più giovane, che sta studiando per diventare avvocato.

## Personaggi e interpreti
- Buddy Capatosa (13 episodi, 1992-1993), interpretato da Don Michael Paul.
- Rafael Martinez (5 episodi, 1992-1993), interpretato da Nestor Serrano.
- Matt Matheson (3 episodi, 1992-1993), interpretato da Billy Warlock.
- Mike Ragland (3 episodi, 1992-1993), interpretato da James Tolkan.
È un capitano della polizia, è il padre adottivo di Buddy, Rafael e Matt e marito di Kitty.
- Kitty Ragland, interpretata da Shirley Douglas.
- Wideload (2 episodi, 1992), interpretato da Phil Hayes.
- Dottoressa Westlake (2 episodi, 1992-1993), interpretata da Linda Darlow.
- Darnell Johnson, interpretato da Bruce Robbins.

## Produzione
La serie, ideata da Stephen J. Cannell, fu prodotta da Stephen J. Cannell Productions e girata a Vancouver in Canada. Le musiche furono composte da Mike Post.

### Registi
Tra i registi sono accreditati:
- Rob Bowman in 2 episodi (1992)
- Kim Manners in 2 episodi (1993)

### Sceneggiatori
Tra gli sceneggiatori sono accreditati:
- Stephen J. Cannell in 2 episodi (1992-1993)
- Bill Nuss in 2 episodi (1992-1993)

## Distribuzione
La serie fu trasmessa negli Stati Uniti dal 16 settembre 1992 al 23 gennaio 1993 sulla rete televisiva CBS. È stata distribuita anche in Francia dal febbraio del 1994.

## Episodi
| Stagione       | Episodi | Prima TV USA |
| -------------- | ------- | ------------ |
| Prima stagione | 13      | 1992-1993    |